# Варнавский, Владимир Алексеевич
Влади́мир Алексе́евич Варна́вский (20 марта 1947, Омск — 23 мая 2023, Омск) — советский и российский государственный и политический деятель. Председатель Законодательного собрания Омской области (1994—2023).

## Биография
Владимир Варнавский родился 20 марта 1947 года в Омске. Его отец, Алексей Иванович, был уроженцем Горьковского района Омской области, участвовал в Великой Отечественной войне, работал председателем Муромцевского райисполкома Омской области. Мать, Анна Алексеевна, была уроженкой Саргатского района Омской области и труженицей тыла. Владимир Алексеевич окончил Омский политехнический институт в 1970 году по специальности «инженер-механик». Работать начал в 16 лет учеником фрезеровщика на радиозаводе имени А. С. Попова, где одним из первых был удостоен звания «Молодой гвардеец пятилетки». На том же заводе Варнавский работал старшим технологом, мастером, старшим инженером-технологом и начальником участка (до 1973 года, с перерывом на службу в армии в 1970—1971 годах).
С 1973 года — на работе в партийных органах. В 1981 году стал секретарём парткома завода транспортного машиностроения имени Октябрьской революции, в 1985—1987 годах был первым заместителем председателя Омского горисполкома, в 1987—1990 — секретарём обкома КПСС и первым секретарём Омского горкома КПСС, в 1990—1993 — народным депутатом РСФСР, депутатом и председателем Омского городского Совета народных депутатов, в 1993—1994 — заместителем главы администрации Омской области.
В 1996 году Варнавский стал членом и заместителем председателя Совета Федерации. В круг его обязанностей входили вопросы международных отношений и межпарламентской деятельности. С 1996 года руководил российской делегацией в Палате регионов Конгресса местных и региональных властей Совета Европы (КМРВСЕ). Варнавский был первым переговорщиком-парламентарием в штаб-квартире НАТО.
Кандидат в депутаты Госдумы от Омской области в 1995 г от движения «Наш дом — Россия». Проиграл выборы, набрав 31 %. (Депутатом стал Сергей Николаевич Бабурин от КПРФ 34 %.)
В первом туре выборов Президента России в 1996 году был доверенным лицом кандидата Александра Лебедя.
В 2007 году стал заместителем председателя Совета межрегиональной ассоциации «Сибирское соглашение», в 2010 — председателем Совета руководителей законодательных (представительных) органов государственной власти субъектов Российской Федерации Сибирского федерального округа, в 2012 — членом президиума Совета законодателей Российской Федерации при Федеральном собрании РФ.
С 1994 года и до своей кончины являлся депутатом и председателем Законодательного собрания Омской области.
Скончался 23 мая 2023 года на 77-м году жизни после продолжительной болезни. Церемония прощания состоялась 25 мая в здании Концертного зала Омской филармонии. Похоронен на Старо-Северном мемориальном кладбище Омска.

## Награды
- Орден «За заслуги перед Отечеством» IV степени (2004);
- Орден Александра Невского (2022)[4];
- Орден Почёта (1999);
- Орден Дружбы (2014);
- Медаль МЧС России «Участнику чрезвычайных гуманитарных операций» (2007);
- Золотая медаль «За особые заслуги перед Омской областью» (2007);
- Почётная грамота Президента Российской Федерации (12 июля 2012) — за заслуги в укреплении законности, активную законотворческую деятельность и многолетнюю добросовестную работу
- Золотой Знак Совета Федерации Федерального Собрания Российской Федерации «За развитие парламентаризма» ;
- Почётный знак Государственной Думы Федерального Собрания Российской Федерации «За заслуги в развитии парламентаризма» (2015);
- Знак отличия «За служение Омской области» І степени (2019).

Почётные звания
- Почётный профессор Омского технического университета;
- Кавалер Золотого Почётного знака «Достояние Сибири»;
- Почётный гражданин Омской области.

## Семейное положение
Жена: Варнавская Валентина Петровна.
Сыновья: Пётр, Евгений.